# Gustavo Barroso

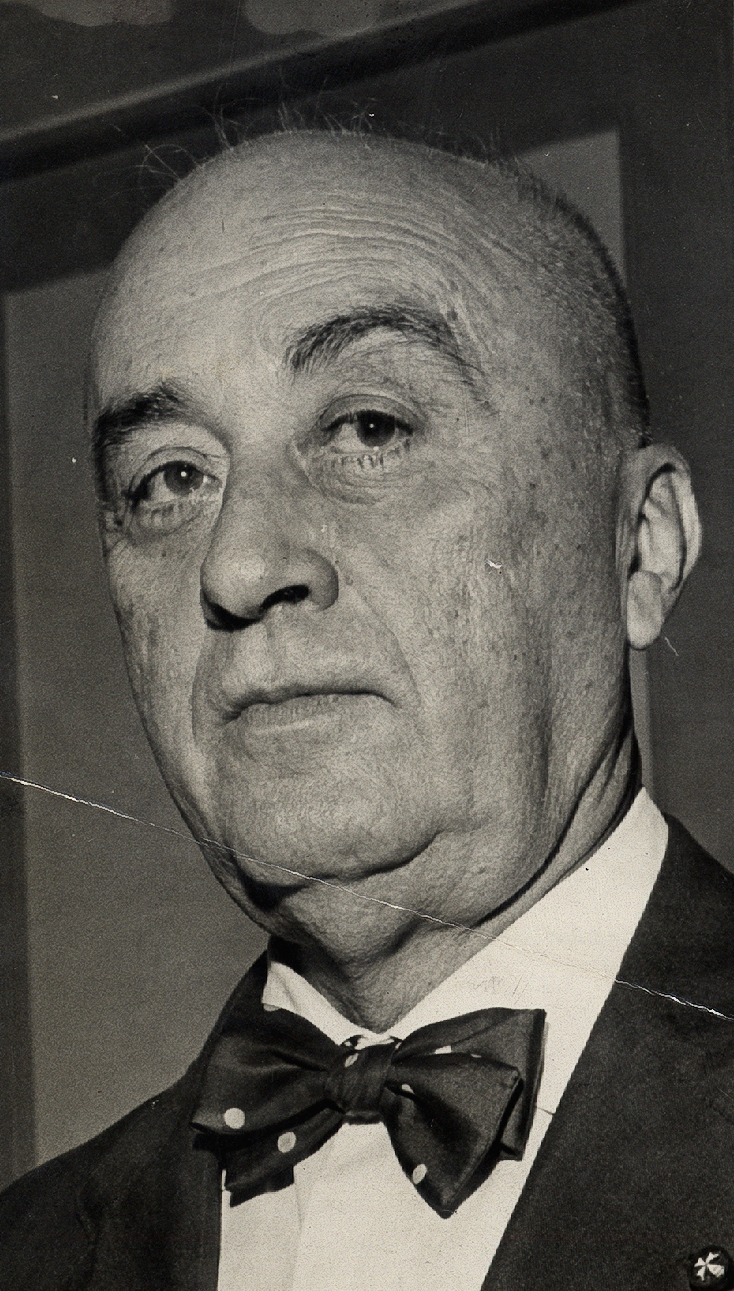
Gustavo Barroso.

Gustavo Barroso (Fortaleza, 29 december 1888 – Rio de Janeiro, 3 december 1959) was een Braziliaans academicus, folklorist, advocaat en politicus.
Barroso promoveerde in 1911 in de rechten. Daarna was hij als journalist werkzaam bij diverse kranten en tijdschriften. Van 1915 tot 1918 was hij lid van het parlement van de deelstaat Ceará. Van 1919 tot 1922 was hij onderwijsinspecteur van het federale district, daarna was hij korte tijd directeur van het Nationaal Historisch Museum. In de jaren twintig was hij lid van juridische raden en diplomatieke missies. 
Barroso was een antisemiet. In 1930 vertaalde hij de Protocollen van de wijzen van Sion, een antisemitisch en anti-joods geschrift uit 1903 van de Russische geheime dienst Ochrana. In 1932 werd Barroso lid van de Braziliaanse Integralistische Actie en commandant van de paramilitie van de integralisten. Hij gold als de filosoof van de integralistische beweging. Deze beweging werd in 1938 door president Getúlio Vargas verboden, toen deze tevergeefs een gooi naar de macht deed. 
Van 1940 tot 1941 verbleef Barroso in Portugal.
Barroso schreef vele folkloristische werken, filologische werken, historische werken en ook romans en boeken over het onderwijs. Barroso bekleedde vele nevenfuncties bij Braziliaanse en Portugese culturele verenigingen.